# Smalahove
L'smalahove (de smale, «ovella»; i hove, forma dialectal de hovud, «cap»), també conegut com a smalehovud o skjelte, és un plat típic de Vestlandet (Noruega) consistent en un cap d'ovella bullit o cuit, servit originalment abans de Nadal. Per preparar-lo es cremen la pell i la llana del cap, s'extreu el cervell, el cap es sala, de vegades es fuma, i s'asseca. Durant tres hores es cou o bull i se sol acompanyar amb colinap i patates, així com amb Akvavit. En algunes preparacions, el cervell no s'extreu, es cuina amb la resta del cap i després es menja amb una cullera. Originalment l'smalahove era un menjar de pobres, però avui en dia es considera una delícia.
Una ració de smalahove consisteix habitualment en mig cap de l'animal. L'ull i l'orella solen ser les primeres parts a consumir-se, ja que són les parts més greixoses i és millor menjar-se-les calentes.
Des del 1998, la directiva europea prohibeix cuinar smalahove amb el cap d'ovelles adultes, a fi d'evitar la propagació de la tremolor, una malaltia degenerativa que afecta ovelles i cabres, encara que no sembla que es pugui transmetre als humans. Ara per ara només està permès cuinar-lo amb caps d'anyell.